# واولى
واولى هي قرية مغربية شمال المملكة. تنتمي واولى لإقليم أزيلال الساحلي. تضم هذه القرية 22.022 نسمة (إحصاء 2004).

## دواوير الجماعة
- وازنت (اجمل واكبر قرية في المنطقة )
- الرقاد
- أيت أومري
- تنزمورت
- المحدة
- ايت بوكوال
- ايت اعمر